# Geluwe

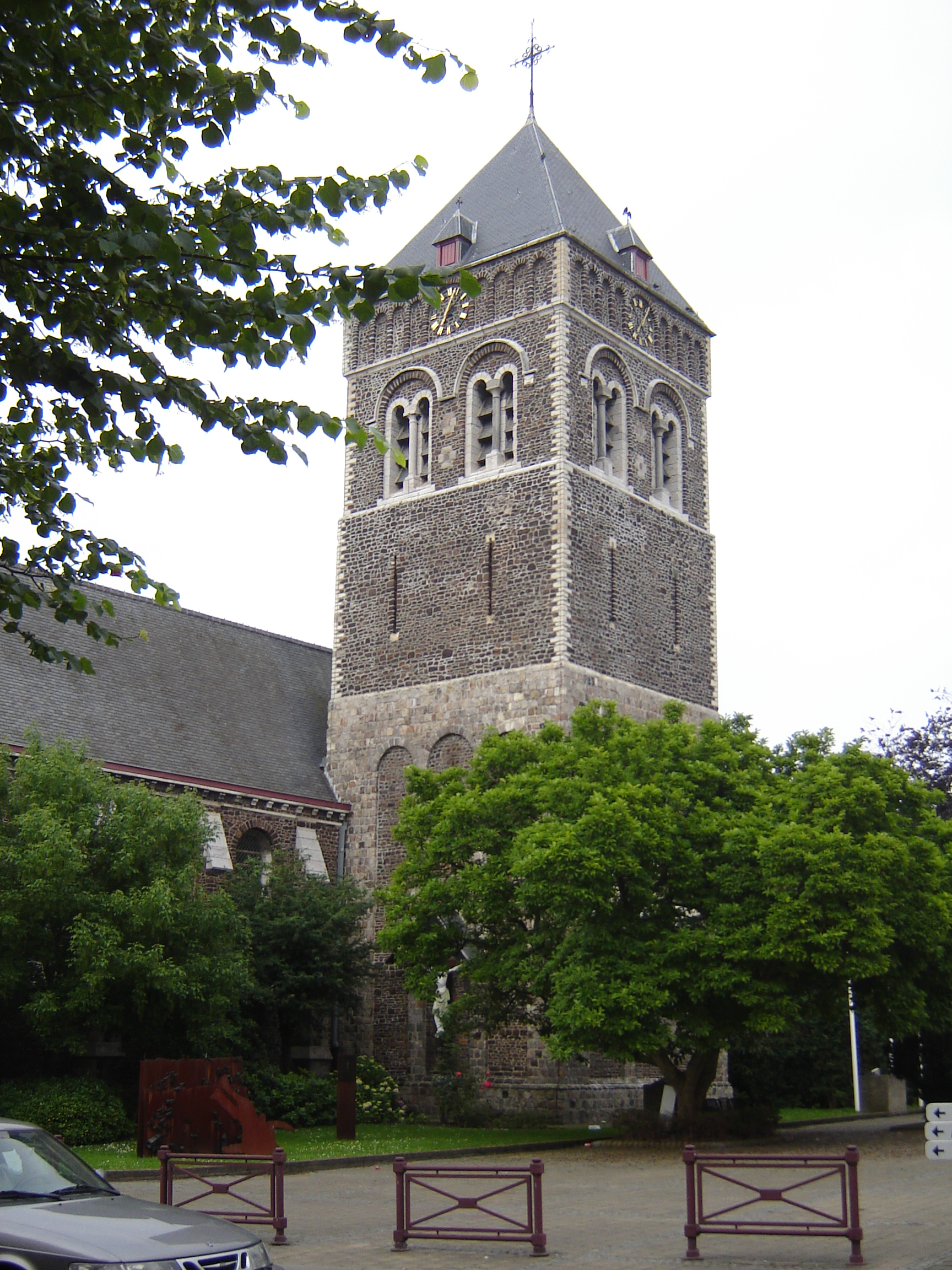
Sint Dionysiuskerk, Geluwe

Geluwe ist eine belgische Ortschaft im Nordosten der Stadt Wervik. Sie liegt nordwestlich von Menen an der Nationalstraße 8.